# Min (ägyptische Mythologie)
Min ist in der frühdynastischen Periode zunächst nur vereinzelt als altägyptische Schöpfungsgottheit belegt. Im Alten Reich trat Min als Lokalgottheit in Koptos auf; später in Achmim auch als „Herr von Ipu, der starke Horus“. Im weiteren Verlauf der altägyptischen Geschichte wurde er mit den Charakteren der Zeugung und Fruchtbarkeit verbunden. Von den Griechen wurde er mit ihrem Hirtengott Pan gleichgesetzt.

## Hintergrund
In der ägyptischen Mythologie wurden einzelne Eigenschaften des Min auf mehrere andere Gottheiten übertragen. Im Mittleren Reich ist erstmals die Verschmelzung mit Amun-Re zu Amun-Re-Kamutef („Amun-Re, Stier seiner Mutter“),  belegt. In der zweiten Zwischenzeit (1648 bis 1550 v. Chr.) folgen die Sonderformen Min-Amun, Amun-Min („Min-Amun / Amun-Min, Stier seiner Mutter“) und Min-Kamutef („Min, Stier seiner Mutter“). Mit Beginn der 18. Dynastie (1550 v. Chr.) verschmilzt Amun-Re-Kamutef zu der neuen Einzelform Kamutef („Stier seiner Mutter“). Schließlich kommt spätestens in der 21. Dynastie Amenemope („Amun von Karnak“) als neue Statuengottheit hinzu, die sich von Kamutef ableitet.

### Bedeutung
Ursprünglich war Min der Schutzherr der Karawanenwege zum Roten Meer und „Schürfer von Edelsteinen in den ostägyptischen Wüsten“, parallel zu Seth in den Oasen der westägyptischen Wüste. Er ist als Fruchtbarkeitsgott und „Stier der Neunheit“ mit dem Symbol des Mondes gleichgesetzt, der jeden Morgen in der ostägyptischen Wüste wiedergeboren wird und sich jeden Monat selbst erneuert.
Als Tier ist Min der „weiße Stier Min-Kamutef“, in dessen weißem Erscheinungsbild die Beziehung zum Mond dargestellt ist. Die Bedeutung „Stier seiner Mutter“ beschreibt seine Befruchtung einer Göttin, die den Rang seiner Mutter und Gattin einnimmt. Mythologisch kann Min daher zugleich als Sohn und Gatte sich selbst erzeugen und zeigt deutlich das Mythos-Schema der königlichen Erbschaft.
In der „Weltkammer“ vom Sonnenheiligtum des Niuserre sowie im Snofru-Tempel ist Min in Verbindung der Göttin Seschat auf Bruchstücken zu sehen, deren abgebildete Tätigkeiten im Zusammenhang des Sedfestes standen. Aus späterer Zeit ist eine Sage überliefert, wonach Min anstelle des toten Osiris die Zeugung des Horus vornimmt.

### Darstellung

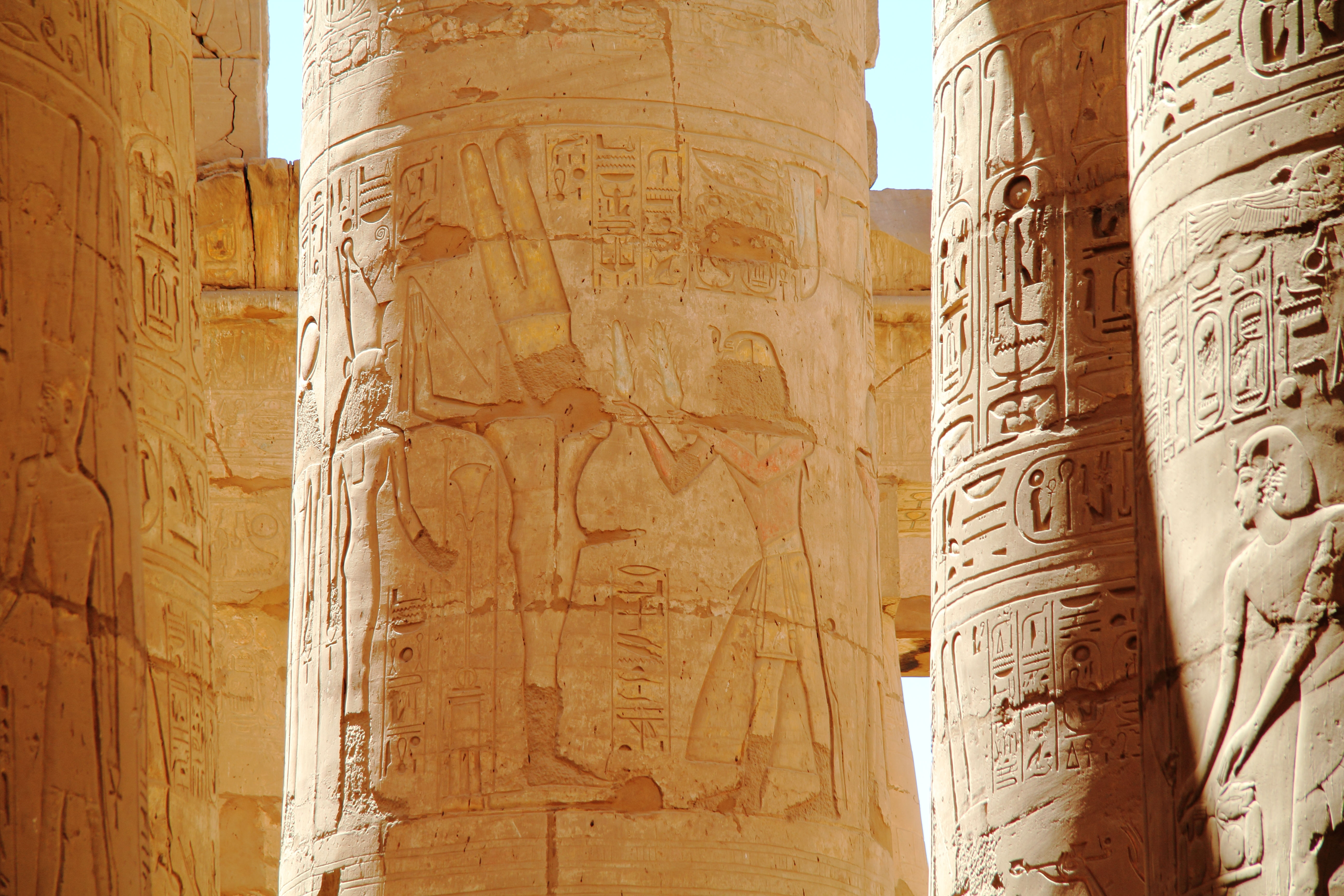
König Ramses II. (rechts) opfert „seinem Vater Min“ Lattichpflanzen, woraufhin der Gott ihm als Amun-Re-Kamutef antwortet und „Millionen Sed-Feste“ (Thronjubiläen) verspricht. (Relief auf einer Säule im Karnak-Tempel)

Min wird auf zweidimensionalen Abbildungen im Mittleren Reich als würdevolle menschenähnliche Erscheinung mit einer hohen Krone aus zwei Federn dargestellt. Auffallend ist ein mittig aus der Körpervorderseite herausstechender Vorsprung, in dem allgemein ein schlanker erigierter Phallus gesehen wird. Die dazugehörenden Hoden fehlen jedoch. Besonders ist außerdem, dass im Gegensatz zur sonst durchgehend zweibeinigen Darstellung von Menschen oder Göttern in Menschengestalt Min als mit Leinenbinden umwickelte Mumie mit geschlossenen Beinen dargestellt wird, teilweise mit sichtbaren Mumienbändern. Mit Ausnahme seines Kopfes und seiner Hand ist Mins Haut bedeckt. In der Profildarstellung auf Bildern und Reliefs ist stets nur ein Bein und ein Arm zu sehen. Der sichtbare Arm ist hinter dem Körper nach oben abgewinkelt, die offene Handinnenseite zeigt nach oben in den von einem über ihr ruhenden Flagellum gebildeten Winkel, was häufig als Symbol für sexuelle Penetration erklärt wird. Die Figur steht meistens auf einer sockelartigen Erhöhung, von der Krone aus führt ein Band senkrecht hinter dem Körper bis zum Boden. Bei dreidimensionalen Darstellungen ist neben der erhobenen häufig eine zweite Hand zu erkennen, mit der Min die Wurzel seines erigierten Phallus umfasst.
Ab Beginn der griechisch-römischen Zeit ist er als löwenköpfiger Fruchtbarkeitsgott mit Sonnenscheibe auf dem Kopf sowie erhobenen Armen mit Geißel zu sehen.

### Zuordnungen
Im Neuen Reich galt Min als Gott des ersten Monats der Peret-Periode.
In der griechisch-römischen Zeit durchlief Min als Chronokrat die Zuordnungen vom 17. Peret II bis 19. Schemu II, die sich aus der Verlagerung der Jahreszeiten im ägyptischen Kalender ergaben. In Edfu war er mit den Gottheiten Chenticheti und Sokar zur Gottheit Min-Chenticheti-Sokar verschmolzen.